# Aeropuerto de Zaliv Kresta
El Aeropuerto de Zaliv Kresta (en ruso: Аэропорт Залив Креста; ICAO: UHME; IATA: ), se encuentra 3 km al norte de Egvekinot, en el distrito autónomo de Chukotka, Rusia.
El espacio aéreo está controlado desde el FIR de Anádyr (ICAO: UHMA).

## Pista
El aeropuerto de Zaliv Kresta dispone de una pequeña pista de tierra en dirección 17/35 de 1350x60 m. (4429x197 pies). La plataforma es también de reducidas dimensiones.
Es adecuado para ser utilizado por los siguientes tipos de aeronaves : Antonov An-2, Antonov An-24, Antonov An-26, Antonov An-30, Antonov An-72, Antonov An-74, Yakovlev Yak-40 y clases menores, y todo tipo de helicópteros.

## Aerolíneas y destinos
La compañía ChukotAvia realiza vuelos regulares a Anádyr.